# Кловн Красти
Хершел Шмојкил Пинкус Крастофски (енгл. Herschel Shmoikel Pinkus Krustofski) је измишљени лик из цртаног филма Симпсонови, коме глас позајмљује Дан Кастеланета. Дуго времена Красти је омиљени ТВ-јунак Барта и Лисе Симпсон. У Крастијевој ТВ-емисији за децу најпопуларнији ликови су цртани јунаци Сврабиша и Чешко. Красти је по вери Јеврејин. Промотер је ланца Красти Бургер који продаје брзу храну у граду Спрингфилд (копирано од Мекдоналдс).